# ۱۰ رجب
۱۰ رجب، دهمین روز ماه رجب در تقویم هجری قمری است.
در تقویم هجری قمری قراردادی این روز صد و هشتاد و هفتمین روز سال است.
و همچین روز پسر نامیده می‌شود.

## رویدادها
- ۲۶۲ - نبرد دیرالعاقول میان سپاهیان یعقوب لیث صفاری و معتمد عباسی منجر به پیروزی عباسیان

## زادروزها
- ۱۹۵ ‐ محمد بن علی (تقی)، نهمین امام شیعیان
- ۵۱۹ - ابن تعاویذی شاعر عراقی.
- ۱۲۸۶ - محمد ابن ابی‌شنب،  ادیب و زبان‌شناس الجزایری
- ۶۰ ‐ علی اصغر ـ پسر امام سوم شیعیان